# Họ Chuối
Họ Chuối (danh pháp khoa học: Musaceae) là một họ thực vật một lá mầm bao gồm các loài chuối hoang dã và giống cây trồng. Các nghiên cứu so sánh gần đây về thể hạt và chuỗi gen cùng với các ứng dụng phép miêu tả theo nhánh đã đưa ra sự phân loại mới, nhưng vẫn hơi mâu thuẫn theo bộ của các thực vật có hoa. Tuy nhiên, bộ Gừng (Zingiberales) cho đến nay là bộ duy nhất chịu ảnh hưởng nhẹ bởi các nghiên cứu này.
Chi Musa đã được miêu tả lần đầu tiên bởi nhà thực vật thời kỳ tiền Linnaeus là Georg Eberhard Rumphius nhưng về hình thức thì nó chỉ được thiết lập trong lần xuất bản thứ nhất của tác phẩm Species Plantarum của Linnaeus năm 1753 - tác phẩm là ranh giới giữa các tác phẩm thời kỳ tiền-Linnaeus và hậu-Linnaeaus. Khi viết Species Plantarum, Linnaeus chỉ biết có một loại chuối, khi ông có cơ hội nhìn thấy nó trong vườn kính của George Clifford gần Haarlem ở Hà Lan.
Loài "điển hình" của chi này, Musa paradisiaca L. đã dựa trên Musa Cliffortiana L. và được công bố năm 1736, về mặt kỹ thuật là tên gọi "tiền-Linnaeus" của Linnaeus. Musa paradisiaca thực ra không phải là một loài, mà là một loại cây lai mà ngày nay đã biết là giữa Musa (nhóm AAB) chuối lá 'Pháp' hay Musa x paradisiaca L. mà Linnaeus đã lựa chọn sai lầm để đặt tên loài cho một cây lai phức tạp, và nó là nền tảng của nhiều sự lộn xộn trong phân loại học của chi này mà vấn đề đó đã không được giải quyết trọn vẹn cho đến thập niên 1940 và 1950.
Cho đến tận năm 1862 thì Musa đã là chi duy nhất trong họ này. Năm 1862, Horaninow đã miêu tả Ensete nhưng chi này đã không nhận được sự công nhận rộng rãi cho đến khi Cheesman sửa lại vào năm 1947. Tình trạng của chi Musella vẫn còn có một số điểm gây mâu thuẫn. Musella lasiocarpa đã được xoay tròn trong khối phân loại, đầu tiên nó được cho vào chi Musa, sau đó vào chi Ensete và một lần nữa quay ngược trở lại chi Musa trước khi địa vị đại diện duy nhất cuối cùng của nó được thừa nhận, ít nhất là bởi một số học giả vào năm 1978.

## Đặc điểm chung
Củ to, thân có căn hành, lá lớn, mọc xen. Có phác hoa dạng gié tạo thành buồng chuối ở tận ngọn. Có rất nhiều hoa trong một buồng, có thể lên tới 19 ngàn hoa. Hoa sắp thành hai hàng tạo thành nải chuối. Các hoa đực nằm ở nải trên ngọn (ngọn của buồng), còn ở gần cọng của phác hoa (gốc của buồng) là hoa lưỡng tính. Hoa có 5 tiểu nhụy, bầu noãn 3 tâm bì tạo thành 3 buồng, mỗi buồng có nhiều tiểu noãn. Vòi nhụy duy nhất với nuốm hình chùy. Trái là phì quả. Trái không hột gọi là trinh quả. Thường trái có nhiều hột.

## Các chi
Họ hiện tại bao gồm 3 chi với 92 loài.
- Ensete Bruce ex Horan., 1862: 8 loài.
- Musa L., 1753: 83 loài chuối, chuối lá, chuối abaca.
- Musella (Franch.) C.Y.Wu ex H.W.Li, 1978: 1 loài (Musella lasiocarpa).

## Phát sinh chủng loài
Cây phát sinh chủng loài của họ Chuối trong phạm vi bộ Gừng dưới đây lấy theo APG III.

|  | Strelitziaceae |
|  |                |
|  | Lowiaceae      |
|  |                |

|  | Cannaceae   |
|  |             |
|  | Marantaceae |
|  |             |

|  | Zingiberaceae |
|  |               |
|  | Costaceae     |
|  |               |

|  | Cannaceae   |
|  |             |
|  | Marantaceae |
|  |             |

|  | Zingiberaceae |
|  |               |
|  | Costaceae     |
|  |               |

|  | Strelitziaceae |
|  |                |
|  | Lowiaceae      |
|  |                |

|  | Cannaceae   |
|  |             |
|  | Marantaceae |
|  |             |

|  | Zingiberaceae |
|  |               |
|  | Costaceae     |
|  |               |

|  | Cannaceae   |
|  |             |
|  | Marantaceae |
|  |             |

|  | Zingiberaceae |
|  |               |
|  | Costaceae     |
|  |               |

Cây phát sinh chủng loài trong phạm vi họ Chuối lấy theo Pavla Christelová và ctv (2011)

|  | Musa                                               |
|  |                                                    |
|  | \| \| Musella \| \| \| \| \| \| Ensete \| \| \| \| |
|  |                                                    |
|  | Musella                                            |
|  |                                                    |
|  | Ensete                                             |
|  |                                                    |

|  | Musella |
|  |         |
|  | Ensete  |
|  |         |

## Một vài hình ảnh về chuối

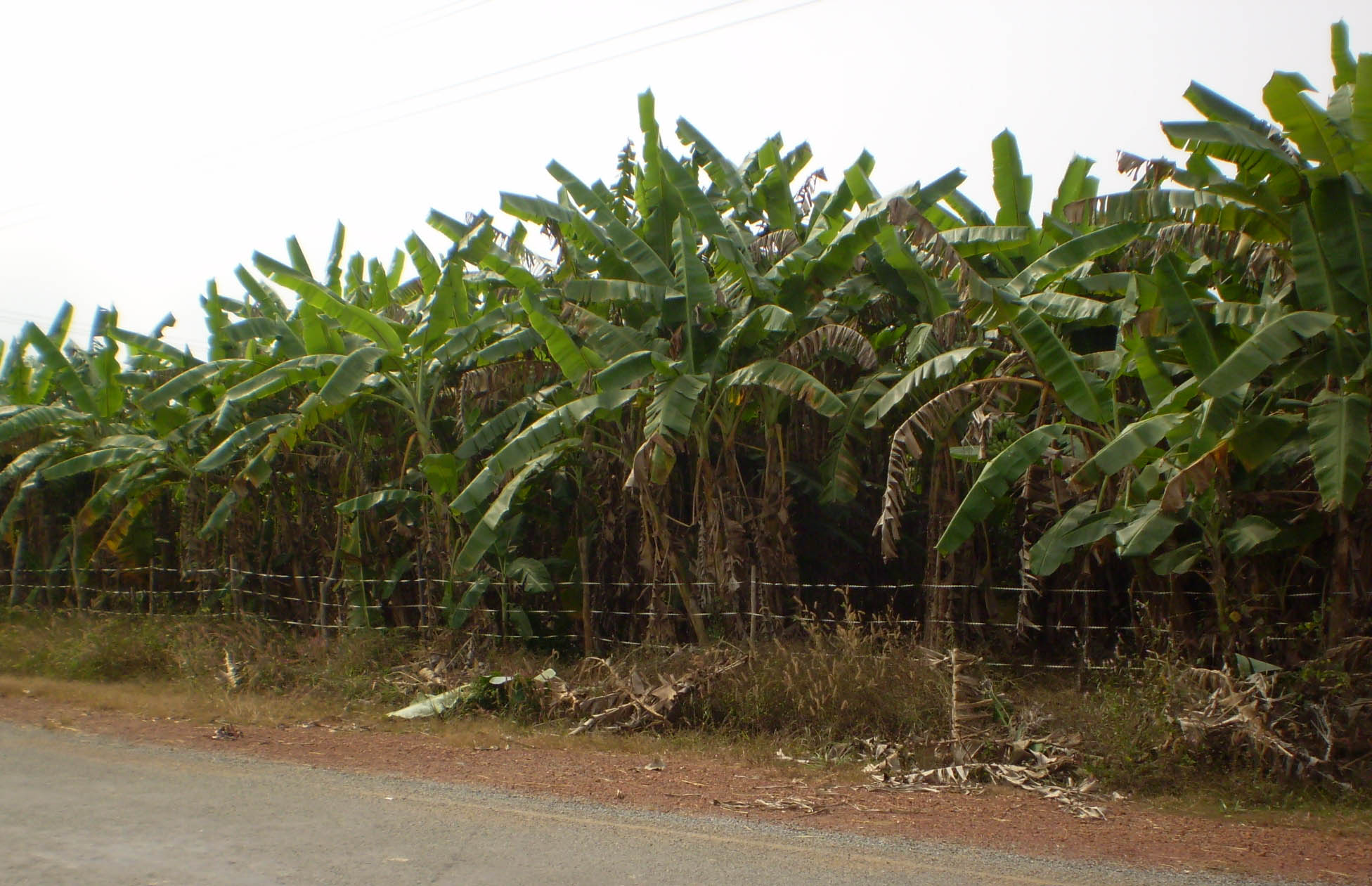
Vườn chuối ở huyện Tân Uyên, Bình Dương.
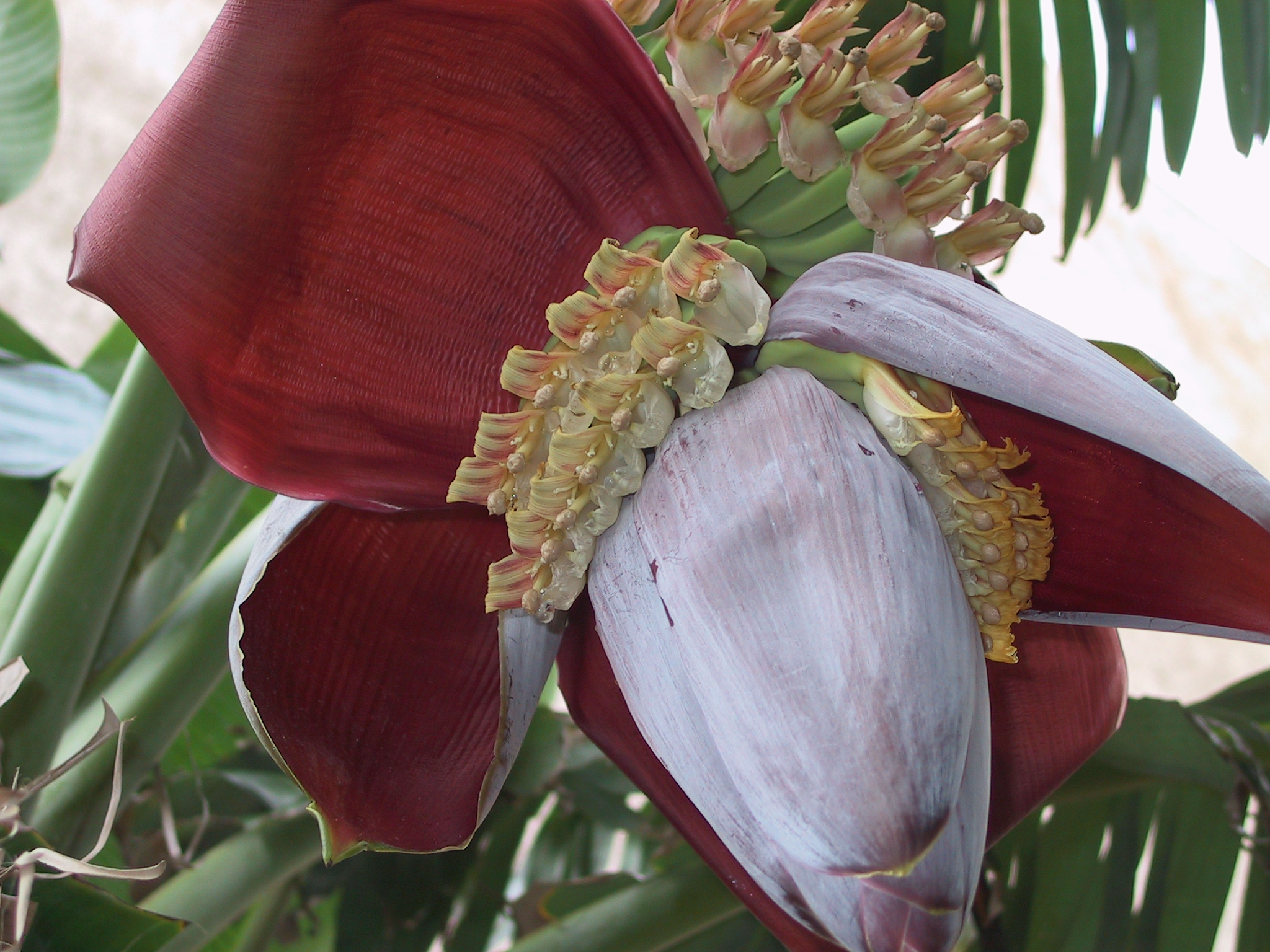
Hoa chuối.
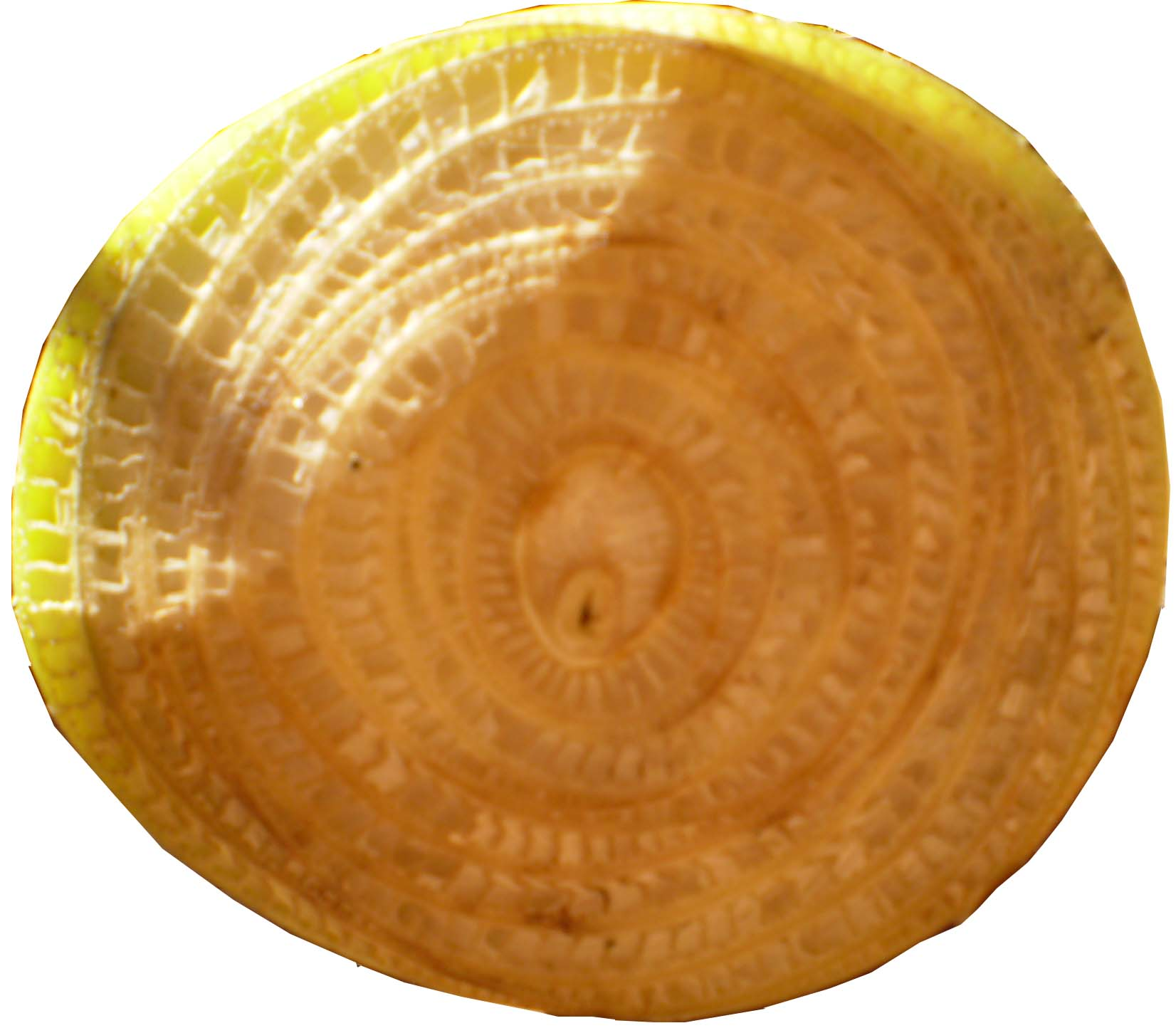
Mặt cắt của thân cây chuối.
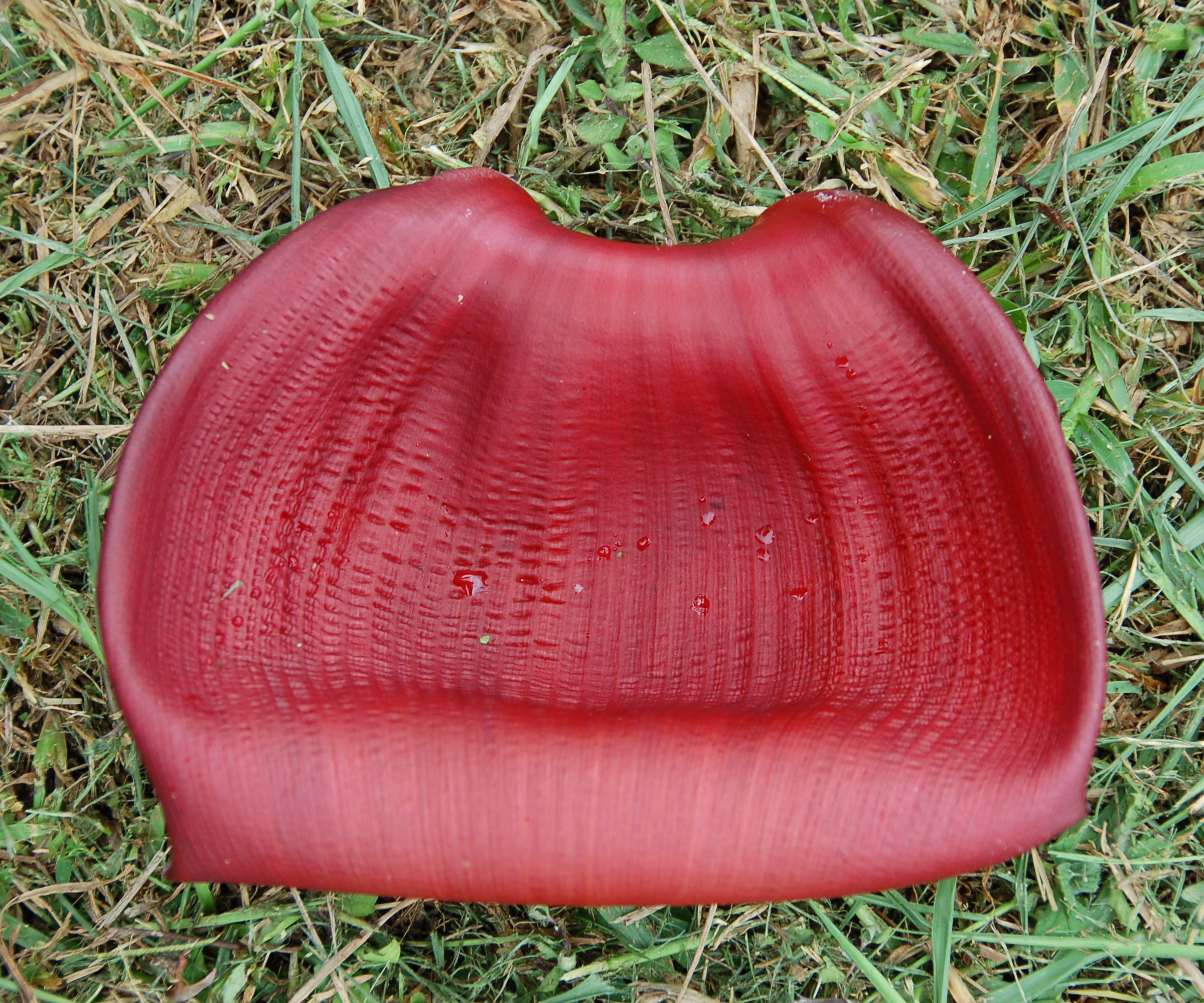
Cánh hoa
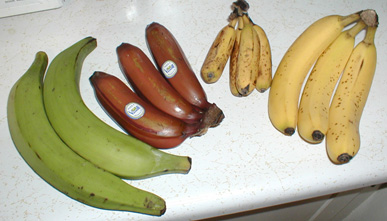
Quả các loại chuối